# Ellsworth Air Force Base
Ellsworth Air Force Base est une base aérienne de l'US Air Force située dans le Dakota du Sud. Elle abrite le 28th Bomb Wing qui dépend depuis le 1er octobre 2015 du Global Strike Command. Elle est équipée de bombardiers Rockwell B-1B Lancer.
Le 28th Bomb Wing est composé des 34th et 37th Bomb Squadron utilisant 29 B-1B. Elle est en 2020 l'une des deux unités à employer cet avion.
Les unités de soutien présentes sur la base sont le 28th Maintenance Group, le 28th Operation Group (maintenance journalière des avions), 28th Mission Support Group (pour le travail administratif), 28th Medical Group.
Elle est rattachée à la 8th Air Force, dont le QG se trouve sur la Barksdale Air Force Base en Louisiane.
Durant la guerre froide, elle abrita des missiles balistiques intercontinentaux. Un silo à missiles avec l'un d'entre eux est visible au Minuteman Missile National Historic Site.

## Démographie
| 1970  | 1980  | 1990  | 2000  | - | - |
| ----- | ----- | ----- | ----- | - | - |
| 5 805 | 4 766 | 7 017 | 4 165 | - | - |